# Юн Чжан
Юн Чжан (Чжан Жун, кит. 張戎, пін. Zhāng Róng, англ. Jung Chang, 25 березня 1952 року) — китайська письменниця, що мешкає в Англії. Найбільш відома, як авторка автобіографічної книги «Дикі лебеді», у якій розповідає про три покоління жінок в Китаї (її бабуся, мати, вона сама).

## Біографія

### Життя в Китаї до Культурної революції
Юн Чжан народилась у місті Їбінь провінції Сичуань у родині чиновників Комуністичної партії. При народженні їй було дане ім'я Ерхун, що означає «Другий лебідь» (за китайською традицією імена батьків і дітей повинні мати спільну частину, в даному випадку «хун», також в імені було відображено, що вона друга дитина в родині). Друга з п'яти дітей.
Батько Юн Чжан займав посаду чиновника 10 рівня, яка була досить високою, тому її родина жила в достатку, вони жили у будинку із садом, мали хатню робітницю, водія, няню.
Чжан змінила ім'я у підлітковому віці. Це було пов'язано з тим, що «ерхун» також мало значення «світло-червоний», що також могло означати «недостатньо комуністичний». Чжан попросила батька придумати їй нове ім'я, пов'язане із військовою справою, яка була модна у Китаї в той час. Її нове ім'я Жун означає «військова справа, зброя».

### Культурна революція
Після початку культурної революції її батьки критикували політику Мао. За її словами, батько написав листа безпосередньо Мао Цзедуну, у якому вимагав зупинити Культурну революцію. Після цього її батьки були репресовані. Батько був підданий тортурам, що призвело до психічного розладу. У подальшому вони перебували у трудових таборах.

### Після культурної революції
Після смерті Мао батьки Чжан були звільнені, але не реабілітовані. Здоров'я батька було підірване тортурами і він невдовзі помер.
Чжан після закінчення школи працювала помічником лікаря у сільській місцевості, потім — електриком на заводі.
Потім вона вступила до Сичуанського університету на відділення англійської філології. Закінчивши університет, Чжан залишилась викладачем.

### Еміграція до Великої Британії
У 1978 році Чжан отримала урядову стипендію і виїхала до Великої Британії. У 1982 році вона отримала ступінь доктора філософії з лінгвістики у Йоркському університеті. До 1990 року вона читала лекції в лондонській Школі східних та африканських досліджень (англ. School of Oriental and African Studies). Потім вона вирішила зосередитись на письменництві.
У Великій Британії Чжан вийшла заміж за британського історика, спеціаліста по СРСР Джона Холідея.

## Книги

### Список книг
- 1986 — «Мадам Сун Ятсен» (англ. Mme Sun Yat-sen (Soong Ching-ling)) — у співавторстві з Джоном Холідеєм;
- 1992 — «Дикі лебеді»;
- 1994 — «Another province: new Chinese writing from London» — з Lynn Pan and Henry Zhao;
- 2005 — «Невідомий Мао» — у співавторстві з Джоном Холідеєм;
- 2013 — «Empress Dowager Cixi: The Concubine Who Launched Modern China»

### Дикі лебеді
Найбільш відома книга Чжан, у якій розповідається про історію та життя в Китаї через життя трьох поколінь китайських жінок. Основними героїнями книги є бабуся Чжан Юйфан (у іншому перекладі Юфань), мати Дехун та сама Чжан. Назва книги походить від ієрогліфу 鴻, що означає «дикий лебідь», який містився у імені її матері, а також першому імені самої Чжан.